# Niuginitrichia ismayi
Niuginitrichia ismayi är en nattsländeart som beskrevs av Wells 1990. Niuginitrichia ismayi ingår i släktet Niuginitrichia och familjen smånattsländor. Inga underarter finns listade i Catalogue of Life.